# Appletini

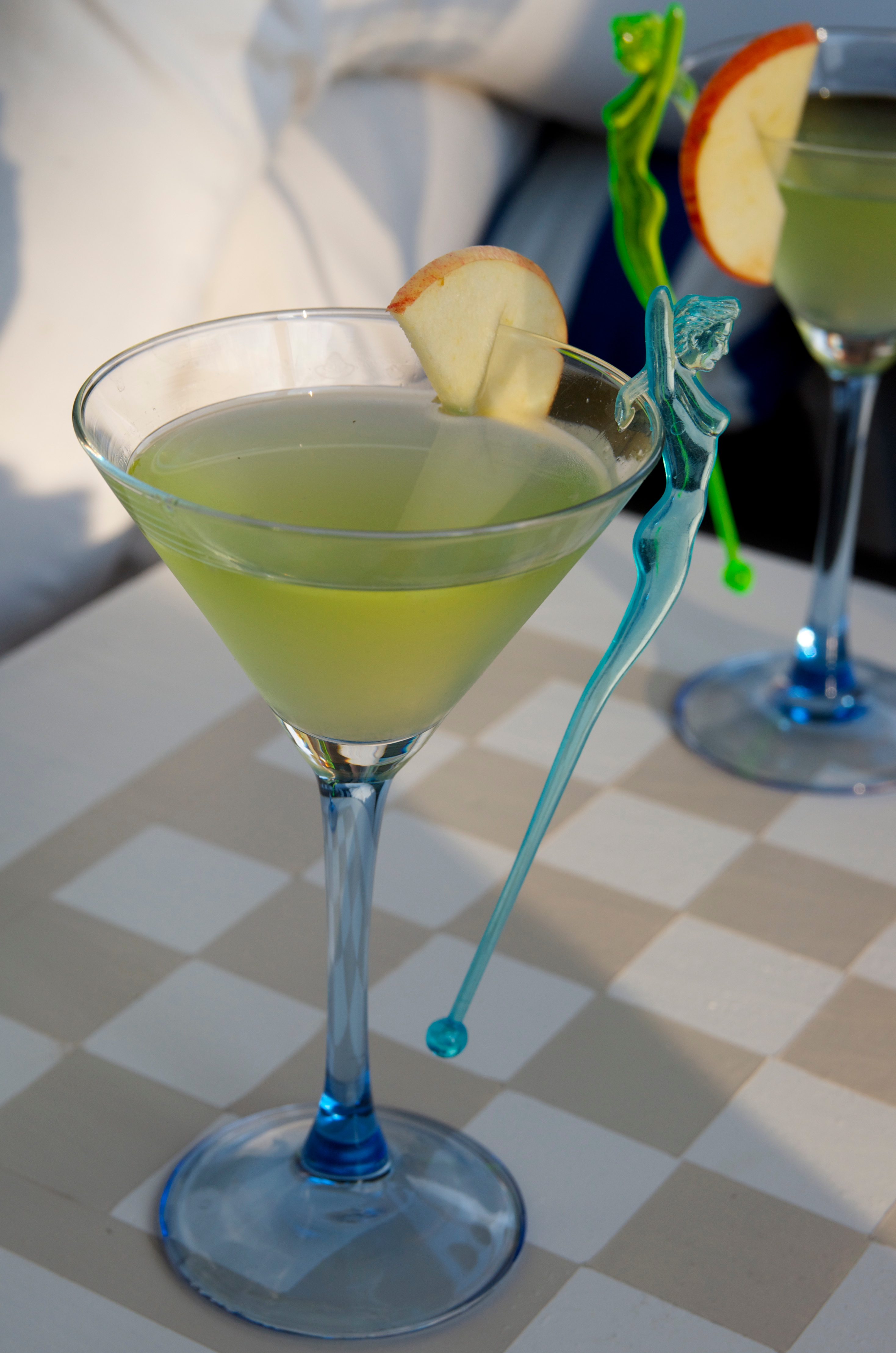

Appletini (apple martini) – owocowy koktajl alkoholowy przyrządzany z wódki i soku jabłkowego lub likieru jabłkowego.
Koktajl powstaje po rozgnieceniu połówki jabłka moździerzem barmańskim, zmieszaniu z wódką i likierem jabłkowym wg określonej proporcji, po przecedzeniu i dodaniu kostek lodu.